# Catedral de San Luis (La Rochelle)
La catedral de San Luis  o simplemente catedral de La Rochelle (en francés: Cathédrale Saint-Louis de la Rochelle) es una catedral católica, y un monumento nacional de Francia desde 1906, situado en la ciudad de La Rochelle. Tiene adosado el campanario de la antigua catedral, destruida durante las guerras de religión.
La diócesis de La Rochelle (diócesis de La Rochelle-Saintes a partir de 1852) fue creada en 1648, pero la primera piedra de la nueva catedral no fue colocada hasta 1742, luego de fallecido el arquitecto que elaboró los planes, Jacques Gabriel. El trabajo fue supervisado, a distancia, por su hijo Ange-Jacques Gabriel. Aunque aún no estaba completa, fue consagrada de todos modos en 1784. La estructura es un poco neo-clásica. La cúpula tiene pinturas de William Bouguereau, un nativo de la ciudad.